# Mario Baudoin
Mario Jorge Baudoin Weeks (Sucre, Bolivia; 4 de septiembre de 1942 - La Paz, 18 de mayo de 2019) fue un biólogo y conservacionista boliviano conocido por sus investigaciones en Bolivia y Costa Rica. 
Fue el primer director del sistema de parques nacionales de Bolivia y se desempeñó como director de varios institutos académicos y gubernamentales, incluido el Museo Nacional de Historia Natural de Bolivia, el Instituto de Ecología de la Universidad Mayor de San Andrés (UMSA), Dirección Nacional Conservación de Biodiversidad (DNCB) y la Estación Biológica La Selva en Costa Rica.  A principios de la década de 1990, participó en la creación del Servicio Nacional de Áreas Protegidas (SERNAP), que llevó al establecimiento en 1995 del parque nacional Madidi. Recibió el Premio a Servicios Distinguidos 2008 de la Sociedad para la Biología de la Conservación.

## Biografía
Baudoin nació en Sucre, recibió su educación en los Estados Unidos y obtuvo un B.Sc. en la Universidad de la Ciudad de Nueva York en 1967 seguido de una maestría (1969) y un Ph.D. (1976) de la Universidad de Míchigan. Se unió a la facultad de Biología de la Universidad Mayor de San Andrés en 1985. De 1991 a 1995 fue director Nacional de Conservación de la Biodiversidad, donde gestionó fondos equivalentes a varios millones de dólares del Banco Mundial para apoyar el sistema de parques nacionales de Bolivia. De 1998 a 2002, se desempeñó como director general de Biodiversidad en el Viceministerio de Medio Ambiente, Recursos Naturales y Desarrollo Forestal, y en varias ocasiones se desempeñó como Viceministro en funciones. Baudoin murió en La Paz el 18 de mayo de 2019, a la edad de 76 años. Se le conmemora en el nombre científico de la bromeliáceas especie Greigia marioae.